# Linienkoppler
In der Leittechnik versteht man unter einem Linienkoppler eine Baugruppe, die Daten von einem Anlagenteil zu einem anderen überträgt. Diese meist serielle Übertragung erfolgt optisch oder über Kupferkabel. Für erhöhte Übertragungssicherheit, wie sie zum Beispiel in der Prozessleittechnik oder der Netzleittechnik Verwendung findet, werden die Linienkoppler auch redundant ausgeführt. Die Daten werden in Form von Telegrammen übertragen. Das Format der Telegramme wird als Protokoll bezeichnet. Protokolle und Telegramme sind dabei herstellerspezifisch.

## Gestern bis heute
Hersteller für Leittechnik (Siemens AG, ABB, Mauell GmbH) setzen bis heute meist proprietäre Systeme ein. Die Eigenheiten der Systeme stellen  eine Herausforderung bei der Abwicklung von großen Aufträgen dar. In Kraftwerken muss zum Beispiel eine Vielzahl von unterschiedlichen Systemen zusammenarbeiten. Bis heute wurde die Zusammenarbeit der unterschiedlichen Systeme durch Protokollkonverter ermöglicht.

## Lösungen für die Zukunft
In den letzten Jahren scheinen die Hersteller jedoch immer mehr auf eine Standardisierung ihrer Übertragungsprotokolle zu setzen. Ergebnis sind zum Beispiel die standardisierten Fernwirkprotokolle IEC 60870-5-101 und IEC 60870-5-104 und aktuell die IEC 61850 mit ihrem objektorientierten Ansatz.